# Marie Minnaert
Marie Minnaert (5 maggio 1999) è una calciatrice belga, centrocampista dell'Anderlecht e della nazionale belga.

## Carriera

### Club
Marie Minnaert ha iniziato a giocare nelle squadre giovanili del Gent. Dalla stagione 2015-16 ha iniziato ad essere convocata nella prima squadra, iscritta alla prima edizione della Super League, la massima serie del campionato belga, istituita dopo lo scioglimento della BeNe League. Ha giocato con la maglia del Gent per cinque stagioni consecutive, vincendo per due volte la Coppa del Belgio. Nella finale dell'edizione 2016-17, vinta per 3-1 sull'Anderlecht, Minnaert ha dovuto lasciare il campo dopo mezz'ora. Nella finale dell'edizione 2018-19, vinta per 2-0 sullo Standard Liegi, Minnaert ha segnato la rete del vantaggio del Gent.
Nella primavera 2020 si è trasferita al Club YLA, società con la quale ha giocato nelle successive due stagioni nella Super League belga. Per la stagione 2022-23 si è trasferita all'Anderlecht.

### Nazionale
Marie Minnaert ha fatto parte delle selezioni giovanili del Belgio, giocando cinque partite con la selezione Under-16, tredici con la selezione Under-17 e quattordici con la selezione Under-19, scendendo in campo nelle partite di qualificazione alle fasi finali dei campionati europei di categoria.
Minnaert era stata convocata per la prima volta da Ives Serneels, selezionatore della nazionale del Belgio, in occasione della Cyprus Cup 2019, torneo internazionale a inviti. Fece il suo esordio in nazionale nella prima partita del torneo, vinta 3-0 sulla Slovacchia, scendendo in campo nei minuti finali della partita. Giocò poi da titolare la finale per il terzo posto, vinta sull'Austria dopo i tiri di rigore. Dopo aver giocato nella seconda parte dell'anno pochi minuti in un'amichevole e in due partite valide per le qualificazioni al campionato europeo 2022, venne convocata per l'Algarve Cup 2020. Scese in campo in tutte e tre le partite giocate dal Belgio, che concluse il torneo al sesto posto, e giocando da titolare la partita della prima fase contro la Nuova Zelanda. Da allora è stata regolarmente convocata da Serneels e ha giocato la maggior parte delle partite valide per le qualificazioni al campionato europeo 2022 e al campionato mondiale 2023.
Ha segnato la sua prima rete in nazionale il 27 ottobre 2020 nella vittoria per 9-0 del Belgio sulla Lituania, penultima partita delle belghe nel girone H delle qualificazioni agli Europei 2022. Nel febbraio 2022 ha fatto parte della rosa della nazionale belga che ha vinto la Pinatar Cup, prima vittoria della Red Flames in un torneo internazionale.

## Statistiche

### Cronologia presenze e reti in nazionale
| Cronologia completa delle presenze e delle reti in nazionale ― Belgio | Cronologia completa delle presenze e delle reti in nazionale ― Belgio | Cronologia completa delle presenze e delle reti in nazionale ― Belgio | Cronologia completa delle presenze e delle reti in nazionale ― Belgio | Cronologia completa delle presenze e delle reti in nazionale ― Belgio | Cronologia completa delle presenze e delle reti in nazionale ― Belgio | Cronologia completa delle presenze e delle reti in nazionale ― Belgio | Cronologia completa delle presenze e delle reti in nazionale ― Belgio |
| Data                                                                  | Città                                                                 | In casa                                                               | Risultato                                                             | Ospiti                                                                | Competizione                                                          | Reti                                                                  | Note                                                                  |
| --------------------------------------------------------------------- | --------------------------------------------------------------------- | --------------------------------------------------------------------- | --------------------------------------------------------------------- | --------------------------------------------------------------------- | --------------------------------------------------------------------- | --------------------------------------------------------------------- | --------------------------------------------------------------------- |
| 27-2-2019                                                             | Larnaca                                                               | Belgio                                                                | 3 – 0                                                                 | Slovacchia                                                            | Cyprus Cup 2019                                                       | -                                                                     | 81’                                                                   |
| 6-3-2019                                                              | Larnaca                                                               | Austria                                                               | 0 – 0 (2 - 3 dtr)                                                     | Belgio                                                                | Cyprus Cup 2019 - Finale 3º posto                                     | -                                                                     | 66’                                                                   |
| 1-6-2019                                                              | Lovanio                                                               | Belgio                                                                | 6 – 1                                                                 | Thailandia                                                            | Amichevole                                                            | -                                                                     | 86’                                                                   |
| 8-11-2019                                                             | Zaprešić                                                              | Croazia                                                               | 1 – 4                                                                 | Belgio                                                                | Qual. Euro 2022                                                       | -                                                                     | 90’                                                                   |
| 12-11-2019                                                            | Lovanio                                                               | Belgio                                                                | 6 – 0                                                                 | Lituania                                                              | Qual. Euro 2022                                                       | -                                                                     | 78’                                                                   |
| 4-3-2020                                                              | Parchal                                                               | Nuova Zelanda                                                         | 1 – 1 (7 - 6 dtr)                                                     | Belgio                                                                | Algarve Cup 2020 - Prima fase                                         | -                                                                     | 46’                                                                   |
| 7-3-2020                                                              | Parchal                                                               | Belgio                                                                | 1 – 0                                                                 | Portogallo                                                            | Algarve Cup 2020 - Seconda fase                                       | -                                                                     | 66’                                                                   |
| 10-3-2020                                                             | Lagos                                                                 | Belgio                                                                | 0 – 4                                                                 | Danimarca                                                             | Algarve Cup 2020 - Finale 5º posto                                    | -                                                                     | 78’                                                                   |
| 18-9-2020                                                             | Lovanio                                                               | Belgio                                                                | 6 – 1                                                                 | Romania                                                               | Qual. Euro 2022                                                       | -                                                                     | 68’                                                                   |
| 22-9-2020                                                             | Thun                                                                  | Svizzera                                                              | 2 – 1                                                                 | Belgio                                                                | Qual. Euro 2022                                                       | -                                                                     | 45’                                                                   |
| 27-10-2020                                                            | Marijampolė                                                           | Lituania                                                              | 0 – 9                                                                 | Belgio                                                                | Qual. Euro 2022                                                       | 1                                                                     | 62’                                                                   |
| 1-12-2020                                                             | Lovanio                                                               | Belgio                                                                | 4 – 0                                                                 | Svizzera                                                              | Qual. Euro 2022                                                       | -                                                                     |                                                                       |
| 18-2-2021                                                             | Bruxelles                                                             | Belgio                                                                | 1 – 6                                                                 | Paesi Bassi                                                           | Amichevole                                                            | 1                                                                     | 74’                                                                   |
| 21-2-2021                                                             | Aquisgrana                                                            | Germania                                                              | 2 – 0                                                                 | Belgio                                                                | Amichevole                                                            | -                                                                     | 80’                                                                   |
| 8-4-2021                                                              | Bruxelles                                                             | Belgio                                                                | 0 – 2                                                                 | Norvegia                                                              | Amichevole                                                            | -                                                                     | 67’                                                                   |
| 10-6-2021                                                             | Madrid                                                                | Spagna                                                                | 3 – 0                                                                 | Belgio                                                                | Amichevole                                                            | -                                                                     | 78’                                                                   |
| 17-9-2021                                                             | Danzica                                                               | Polonia                                                               | 1 – 1                                                                 | Belgio                                                                | Qual. Mondiali 2023                                                   | -                                                                     | 57’                                                                   |
| 26-10-2021                                                            | Oslo                                                                  | Norvegia                                                              | 4 – 0                                                                 | Belgio                                                                | Qual. Mondiali 2023                                                   | -                                                                     | 69’                                                                   |
| 30-11-2021                                                            | Lovanio                                                               | Belgio                                                                | 4 – 0                                                                 | Polonia                                                               | Qual. Mondiali 2023                                                   | -                                                                     | 71’                                                                   |
| 16-2-2022                                                             | San Pedro del Pinatar                                                 | Slovacchia                                                            | 0 – 4                                                                 | Belgio                                                                | Pinatar Cup 2022                                                      | -                                                                     | 46’                                                                   |
| 19-2-2022                                                             | San Pedro del Pinatar                                                 | Galles                                                                | 0 – 0 (1 - 3 dtr)                                                     | Belgio                                                                | Pinatar Cup 2022                                                      | -                                                                     |                                                                       |
| 22-2-2022                                                             | San Pedro del Pinatar                                                 | Belgio                                                                | 0 – 0 (7 - 6 dtr)                                                     | Russia                                                                | Pinatar Cup 2022                                                      | -                                                                     | 67’                                                                   |
| 12-4-2022                                                             | Pristina                                                              | Kosovo                                                                | 1 – 6                                                                 | Belgio                                                                | Qual. Mondiali 2023                                                   | 1                                                                     | 61’                                                                   |
| 16-6-2022                                                             | Wolverhampton                                                         | Inghilterra                                                           | 3 – 0                                                                 | Belgio                                                                | Amichevole                                                            | -                                                                     |                                                                       |
| 26-6-2022                                                             | Lier                                                                  | Belgio                                                                | 0 – 1                                                                 | Austria                                                               | Amichevole                                                            | -                                                                     | 79’                                                                   |
| 28-6-2022                                                             | Lier                                                                  | Belgio                                                                | 6 – 1                                                                 | Lussemburgo                                                           | Amichevole                                                            | -                                                                     |                                                                       |
| 14-7-2022                                                             | Rotherham                                                             | Francia                                                               | 2 – 1                                                                 | Belgio                                                                | Euro 2022 - Fase a gironi                                             | -                                                                     | 46’                                                                   |
| 18-7-2022                                                             | Manchester                                                            | Italia                                                                | 0 – 1                                                                 | Belgio                                                                | Euro 2022 - Fase a gironi                                             | -                                                                     | 59’                                                                   |
| 22-7-2022                                                             | Leigh                                                                 | Svezia                                                                | 1 – 0                                                                 | Belgio                                                                | Euro 2022 - Quarti di finale                                          | -                                                                     |                                                                       |
| 2-9-2022                                                              | Lovanio                                                               | Belgio                                                                | 0 – 1                                                                 | Norvegia                                                              | Qual. Mondiali 2023                                                   | -                                                                     | 77’                                                                   |
| 6-9-2022                                                              | Erevan                                                                | Armenia                                                               | 0 – 7                                                                 | Belgio                                                                | Qual. Mondiali 2023                                                   | -                                                                     | 79’                                                                   |
| Totale                                                                |                                                                       | Presenze                                                              | 31                                                                    |                                                                       | Reti                                                                  | 3                                                                     |                                                                       |

## Palmarès

### Club
- Coppa del Belgio: 2

Gent: 2016-2017, 2018-2019

### Nazionale
- Pinatar Cup: 1

2022